# Harry van Wijnen
Harry A. van Wijnen (Rotterdam, 1937) is een voormalig journalist, schrijver over de monarchie en biograaf.

## Biografie
Van Wijnen is een zoon van Johan Fridrich van Wijnen (1913-1972) en Cornelia Thomas. Na zijn studie Engels M.O. bracht hij zijn militaire dienst als gedelegeerd vertaler door in het Britse Rijnleger op het NAVO-hoofdkwartier (Northern Army Group) in Rheindahlen. In 1959 werd Van Wijnen leerling-journalist bij de Provinciale Zeeuwse Courant; hij trad vervolgens in dienst bij Het Vrije Volk. Was van 1965-1985 parlementair commentator en columnist van Het Parool en van 1980-1983 waarnemend hoofdredacteur van die krant. Van 1985-1995 was hij bij NRC Handelsblad chef Opinie en daarna chef Boekenbijlage. In 1996 werd hij benoemd tot bijzonder hoogleraar aan de Erasmus Universiteit, met als leeropdracht 'Persgeschiedenis en persvrijheid'; dit hoogleraarschap was in 1991 ingesteld door de hoofdredactie van zijn krant en werd gefinancierd door de Maarten Rooijstichting, een stichting genoemd naar de oud-hoofdredacteur van de NRC en hoogleraar persgeschiedenis prof. mr. dr. Maarten Rooij (1906-1986). Tot 1998 zou hij deze leerstoel bekleden.
Als journalist leverde Van Wijnen vele artikelen aan zijn kranten. Vanaf 1975 werd hij ook bekend door zijn boeken over de monarchie, betrekking hebbend op de staatsrechtelijke aspecten ervan en hoe de monarch dan wel de prins-gemaal zijn staatsrechtelijke grenzen overschreed. Ook zijn inaugurele rede ging over de Nederlandse monarchie. Vervolgens publiceerde hij enkele (deel)biografieën over Willem Drees, Daniel George van Beuningen (1877-1955) en Winston Churchill.
Harry van Wijnen was van 1970-1980 politiek commentator van de actualiteitenrubriek Achter het Nieuws (VARA-tv).
Hij werkte 22 jaar mee aan het radioprogramma Welingelichte Kringen van de VPRO.
In 1994 kreeg hij de Huib de Ruyterprijs toegekend door de Vereniging van Geschiedenisdocenten in het m.o., voor zijn
bijdragen over de geschiedenis in NRC Handelsblad.
In 1980 ontving hij de eerste Anne Vondelingprijs.
Van Wijnen is getrouwd met oud-journalist en jurist Nel van Wijnen-Vergeer (laatstelijk raadsheer en vice-president gerechtshof Amsterdam) en is de vader van uitgever Marie-Anne van Wijnen, van journalist Jan Fred van Wijnen en van jurist Philippe van Wijnen.